# Sulów (gromada)
Sulów – dawna gromada, czyli najmniejsza jednostka podziału terytorialnego Polskiej Rzeczypospolitej Ludowej w latach 1954–1972.
Gromady, z gromadzkimi radami narodowymi (GRN) jako organami władzy najniższego stopnia na wsi, funkcjonowały od reformy reorganizującej administrację wiejską przeprowadzonej jesienią 1954 do momentu ich zniesienia z dniem 1 stycznia 1973, tym samym wypierając organizację gminną w latach 1954–1972.
Gromadę Sulów z siedzibą GRN w Sulowie utworzono – jako jedną z 8759 gromad na obszarze Polski – w powiecie kraśnickim w woj. lubelskim na mocy uchwały nr 10 WRN w Lublinie z dnia 5 października 1954. W skład jednostki weszły obszary dotychczasowych gromad Sulów i Góry oraz miejscowość Rudy przysiółek z dotychczasowej gromady Zakrzówek wieś ze zniesionej gminy Zakrzówek w tymże powiecie. Dla gromady ustalono 15 członków gromadzkiej rady narodowej.
1 stycznia 1962 do gromady Sulów włączono obszar zniesionej gromady Studzianki w tymże powiecie.
31 grudnia 1964 gromadę zniesiono, włączając jej obszar do gromad: Zakrzówek (wieś Sulów, wieś i kolonię Studzianki, kolonię Góry oraz przysiółek Rudy), Batorz (wieś Węglinek) i Szastarka (wieś Cieślanki) w tymże powiecie.